# Otisville (Michigan)
Pour les articles homonymes, voir Otisville.
Otisville est un village du comté de Genesee, dans l'État du Michigan, aux États-Unis. En 2020, il comptait une population de 819 habitants.